# 독일 U-16 축구 국가대표팀
독일 U-16 축구 국가대표팀(독일어: deutsche U-16-Fußballnationalmannschaft)은 독일을 대표하는 16세 이하의 축구 국가대표팀으로, 독일의 축구 관리 기관인 독일 축구 연맹의 관리를 받는다
2014년까지 연령별 경기와 친선 경기에서 유럽 선수권 대회를 치르며 경기를 치렀다.

## 역대 감독
| 감독              | 임기        |
| ----------------- | ----------- |
| 마르코 페차이올리 | 2007 ~ 2008 |